# Stratios (Sohn des Nestor)

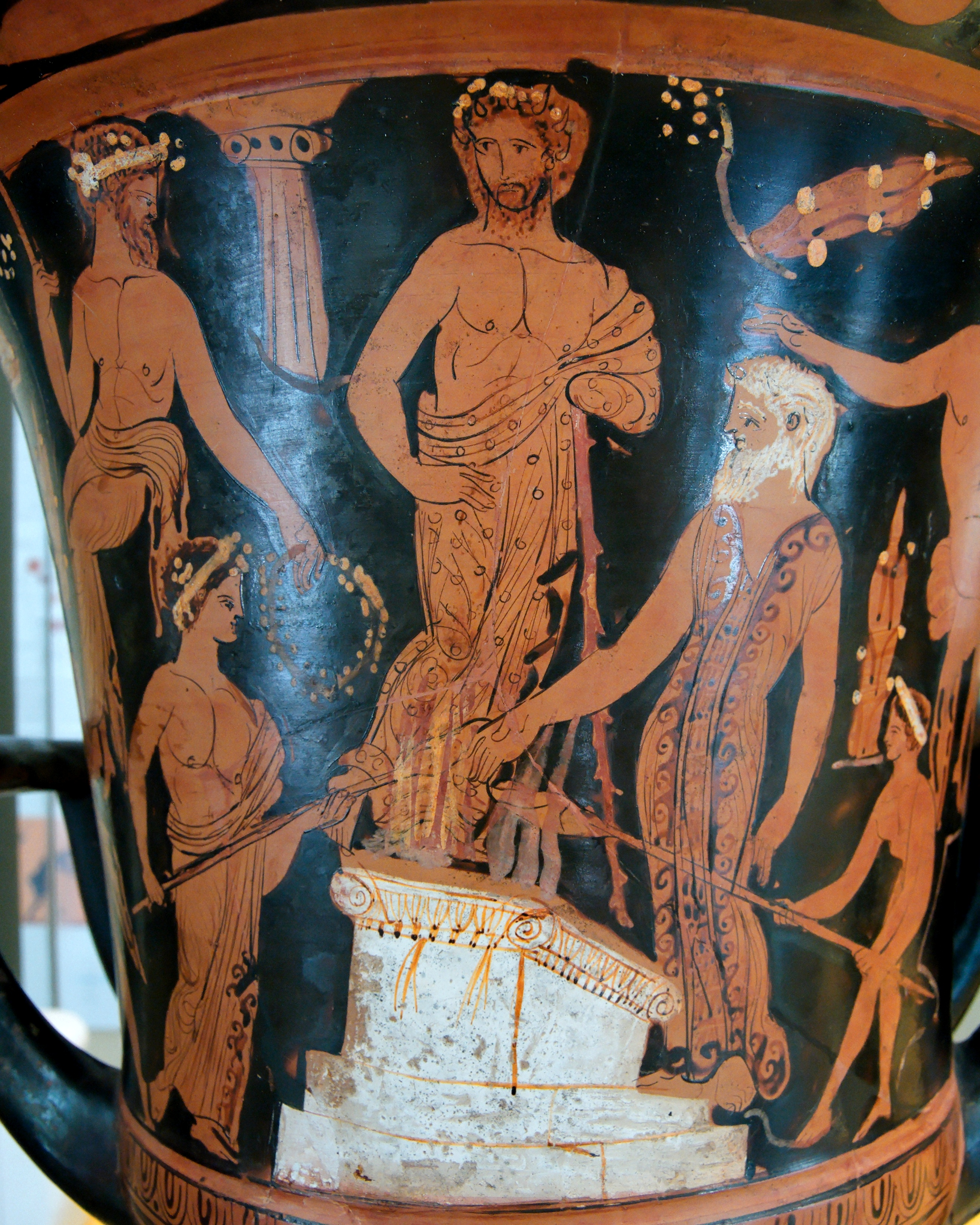
Nestor bringt mit seinen Söhnen ein Opfer an Poseidon dar, Rotfiguriger Krater des Meleager-Malers, um 400–380 v. Chr.

Stratios (altgriechisch Στρατίος Stratíos) oder Stratichos (Στράτιχος Strátichos)  ist eine Person der griechischen Mythologie.
Stratios ist ein Sohn des Nestor, bei Homer wird als seine Mutter Eurydike angegeben, in der Bibliotheke des Apollodor hingegen Anaxibia. Seine Geschwister sind Peisidike, Polykaste, Perseus, Aretos, Peisistratos, Echephron, Antilochos und Thrasymedes.
Bei einem Kuhopfer zu Ehren des Gottes Poseidon ist er derjenige, der gemeinsam mit seinem Bruder Echephron das Tier zur Opferstelle führt.